# Вікіпедія нижньонімецькими діалектами Нідерландів

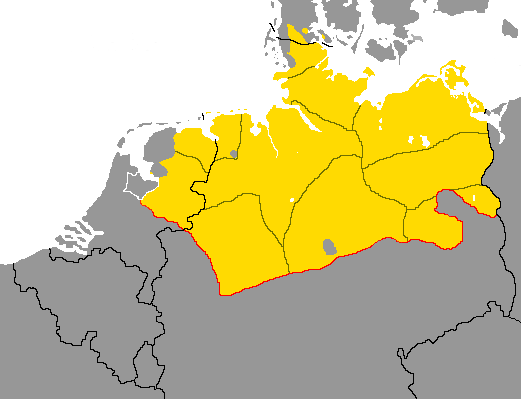
Загальна мапа поширення нижньонімецьких діалектів.

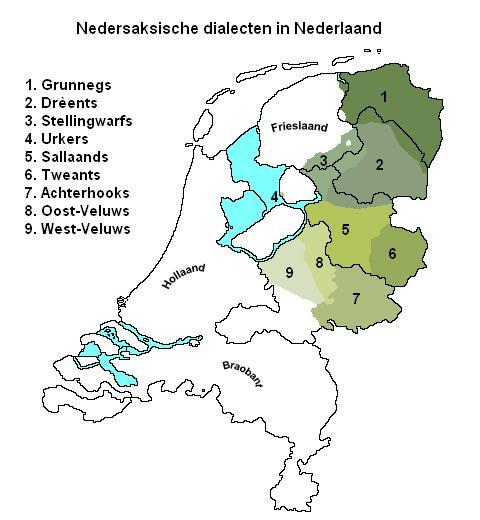
Мапа поширення нижньонімецьких діалектів Нідерландів.

Вікіпедія нижньонімецькими діалектами Нідерландів (н. д. Н. Nedersaksiese Wikipedie) — розділ Вікіпедії нижньонімецькими діалектами Нідерландів. Створена у 2006 році. Вікіпедія нижньонімецькими діалектами Нідерландів станом на 26 березня 2025 року містить 8003 статті, 31 382 зареєстрованих користувачів, 32 активних дописувачів, 6 адміністраторів
. Загальна кількість сторінок у цій Вікіпедії — 21 821, редагувань — 330 404, завантажених файлів — 567
. Глибина (рівень розвитку мовного розділу) Вікіпедії нижньонімецькими діалектами Нідерландів середня і становить 45.1 пунктів
. 

## Історія
- Квітень 2006 — створена 100-та стаття[3].
- Серпень 2006 — створена 1 000-на стаття[3].
- Вересень 2012 — створена 5 000-на стаття[4].